# 남팔라완나무다람쥐
남팔라완나무다람쥐(Sundasciurus steerii)는 다람쥐과에 속하는 설치류의 일종이다. 필리핀의 토착종이다. 자연서식지는 아열대 또는 열대 기후 지역의 건조림이다.